# 19 ottobre
Il 19 ottobre è il 292º giorno del calendario gregoriano (il 293º negli anni bisestili). Mancano 73 giorni alla fine dell'anno.

## Eventi
- 202 a.C. – Battaglia di Zama. Scipione l'Africano sconfigge Annibale, assicurando la vittoria alla Repubblica romana nella Seconda guerra punica
- 439 – I Vandali, guidati da re Genserico, prendono Cartagine nel Nord Africa
- 558 - A seguito di un terremoto, crolla l'arco trionfale nel Foro di Teodosio a Costantinopoli
- 1434 - Fondazione dell'Università degli Studi di Catania, la prima della storia in Sicilia
- 1469 - Il matrimonio fra Isabella di Castiglia e Ferdinando II d'Aragona pone le basi per l'unificazione della Spagna
- 1562 – Naufragio de La Herradura, una violenta tempesta affonda venticinque galee spagnole, nel disastro persero la vita 5.000 persone
- 1781 – Il maggior generale Lord Charles Cornwallis si arrende a George Washington e Jean-Baptiste Donatien de Vimeur, conte di Rochambeau, a Yorktown (Virginia), ponendo fine alla guerra d'indipendenza americana
- 1812 – Napoleone I di Francia si ritira dalle porte di Mosca
- 1864
  - Gli Stati Confederati d'America lanciano un attacco su St. Albans (Vermont), passando dal Canada
  - Battaglia di Cedar Creek – L'esercito dell'Unione, guiduato da Philip Sheridan, distrugge l'esercito confederato comandato da Jubal Early
- 1866 – All'Hotel Europa sul Canal Grande, il Veneto viene ceduto dall'Austria alla Francia che subito lo cede all'Italia
- 1873 – Le Università di Yale, Princeton, Columbia e Rutgers, stilano le prime regole del football americano
- 1912 – L'Italia prende possesso di Tripoli, in Libia, dall'Impero ottomano, al termine della guerra italo-turca
- 1915 - L'Italia dichiara guerra alla Bulgaria durante la prima guerra mondiale
- 1933 – La Germania esce dalla Società delle Nazioni
- 1940 – Seconda guerra mondiale: una squadriglia di quattro S.M.82, comandata da Ettore Muti, bombarda le raffinerie di petrolio britanniche di Manama, in Bahrain.
- 1944
  - Forze statunitensi sbarcano nelle Filippine
  - A Palermo ha luogo la Strage del pane ad opera del Regio Esercito italiano. Si registrano 24 morti e 158 feriti
- 1954 – Prima scalata del Cho Oyu
- 1961 – Ha inizio la prima edizione del torneo goistico professionistico giapponese Jūdan.
- 1973 – Il presidente statunitense Richard Nixon rifiuta la richiesta della corte d'appello di consegnare i nastri del Watergate
- 1979 – In Italia il primo sciopero dei controllori di volo porta alla crisi dell'ITAV e alla nascita dell'AAAVTAG, poi ENAV
- 1982 – John DeLorean viene arrestato per traffico di cocaina
- 1984 – Alle ore 17.43 una violenta scossa sismica di magnitudo 3.7 sconvolge la cittadina di Zafferana Etnea (CT), causando la morte di un uomo, l'inagibilità di buona parte delle abitazioni, della Chiesa Madre e del Palazzo di Città
- 1987
  - In rappresaglia ad un attacco iraniano a navi presenti nel Golfo Persico, la Marina statunitense mette fuori uso tre piattaforme petrolifere iraniane
  - "Lunedì nero" della borsa di Wall Street, crollo dell'indice Dow Jones ed esplosione di un'enorme bolla speculativa, inevitabile effetto della sopravvalutazione dei prezzi delle azioni
- 1998 – Cher pubblica il singolo Believe, considerato il primo brano di grande successo internazionale a incorporare parti vocali intenzionalmente distorte con il software Auto-Tune[1]
- 2003 – A Roma, in Piazza San Pietro viene beatificata Madre Teresa di Calcutta. Papa Giovanni Paolo II a causa delle precarie condizioni di salute è costretto a rinunciare all'omelia nella celebrazione eucaristica
- 2005 – In Iraq inizia il processo all'ex-dittatore Saddam Hussein
- 2007 – A Roma l'acqua della Fontana di Trevi si colora di rosso. Si tratta della performance di Graziano Cecchini, artista italiano, facente parte del gruppo di avanguardia artistica neo-futurista
- 2012 – Matrimonio civile di Guglielmo, granduca ereditario di Lussemburgo e la contessa Stéphanie de Lannoy.
- 2014 – Beatificazione di papa Paolo VI da parte di papa Francesco

## Nati
Ci sono circa 1 000 voci su persone nate il 19 ottobre; vedi la pagina Nati il 19 ottobre per un elenco descrittivo o la categoria Nati il 19 ottobre per un indice alfabetico.

## Morti
Ci sono circa 500 voci su persone morte il 19 ottobre; vedi la pagina Morti il 19 ottobre per un elenco descrittivo o la categoria Morti il 19 ottobre per un indice alfabetico.

## Feste e ricorrenze

### Civili
Nazionali:
- Niue – Giorno della costituzione, in onore dell'indipendenza nazionale (auto-governo in libera associazione con la Nuova Zelanda nel 1974).

### Religiose
Cristianesimo:
- Santi martiri canadesi
- San Paolo della Croce, sacerdote
- San Pietro d'Alcántara, riformatore dell'Ordine francescano
- Sant'Aquilino di Évreux, vescovo
- Sant'Asterio di Ostia, martire
- Santa Cleopatra
- Sant'Etbino di Kildare, eremita e abate
- San Filippo Howard, martire
- Santa Fridesvida di Oxford, badessa
- San Gioele, profeta d'Israele
- San Jean de La Lande, martire
- San Giusto di Novalesa e compagni monaci, martiri
- San Grato di Oloron, vescovo
- Santa Laura di Cordova, martire
- Santi Luca Alonso Gorda e Matteo Kohioye, martiri domenicani
- San Lupo di Soissons, vescovo
- Santi Sabiniano e Potenziano, martiri
- Santi Tolomeo e Lucio, martiri a Roma
- San Varo e compagni martiri in Egitto
- San Verano di Cavaillon, vescovo
- Beata Agnese di Gesù (Galand de Langeac), domenicana
- Beato Jerzy Popiełuszko, sacerdote e martire
- Beato Giovanni Januari, mercedario
- Beata Sancia d'Aragona, vergine mercedaria
- Beato Tommaso Hélye, sacerdote

Religione romana antica e moderna:
- Armilustrium Marti
- Ancilia moventur